# Anna Rosenberg (film)
Anna Rosenberg è un film del 2020 diretto da Michele Moscatelli.

## Distribuzione
Il film è arrivato in Italia direttamente in televisione, il 24 novembre 2021 su Sky.